# 147 km (obwód leningradzki)
147 km (ros. 147 км) – przystanek kolejowy w pobliżu miejscowości Baranowo, w rejonie łużskim, w obwodzie leningradzkim, w Rosji. Położony jest na linii dawnej Kolei Warszawsko-Petersburskiej.